# XO-1b

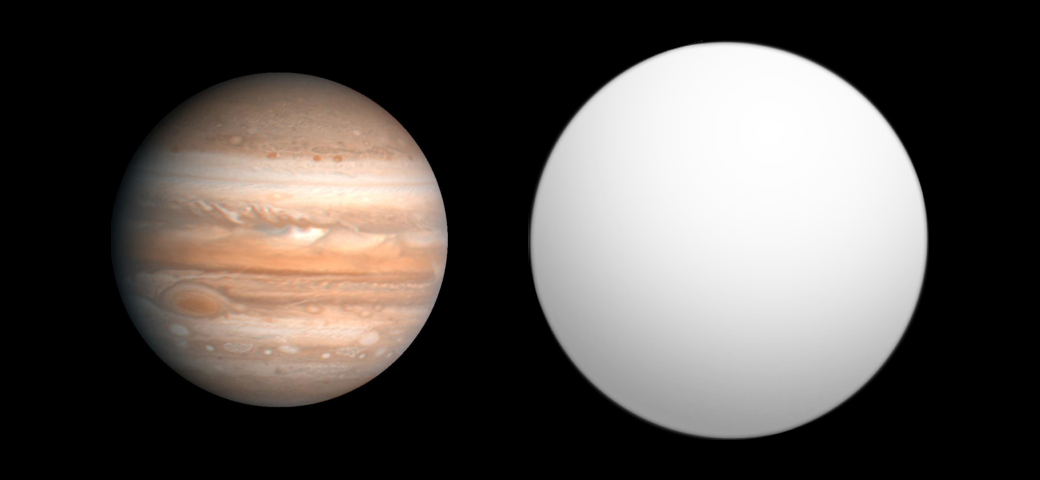
XO-1b, a la derecha, comparado con Júpiter, a la izquierda.

XO-1b (también conocido como GSC 02041-01657b) es un planeta extrasolar que orbita la estrella XO-1 en la constelación de Corona Borealis, que se encuentra a unos 600 años luz de distancia. Su descubrimiento forma parte de los esfuerzos del Proyecto XO.

## Características físicas
Su radio y masa indican que posiblemente se trate de un gigante gaseoso, con una composición similar a Júpiter. Sin embargo, su condición con respecto a su estrella es bastante diferente, ya que la distancia a su estrella es menor incluso que la de Mercurio. De esta manera, el planeta se clasificaría como un Júpiter caliente, tal como HD 209458 b, TrES-1 o WASP-1b.
Su baja densidad (poco más que la mitad de la del agua) indica que estaría constituido mayormente por hidrógeno y helio.